# 화성 남양성모성지
화성 남양성모성지(華城南陽聖母聖地)는 대한민국 경기도 화성시 남양읍 남양리에 있는 천주교 성지이자 순례지이다. 천주교 수원교구 관할 성지이다.

## 소개
화성시 남양읍 남양리에 있는 천주교 성지이자 순례지로 대한제국 고종 재위 때인 1866년(고종 3년) 흥선대원군의 천주교 탄압 및 박해인 병인박해 당시 화성 및 수원 지역의 조선인 천주교 신자와 프랑스 등에서 건너온 천주교 신부들을 체포하여 사형에 처하였던 박해지이자 순교지이다. 지리적으로 충청남도 당진시에 있는 당진 솔뫼마을 김대건신부 유적(솔뫼성지)와 당진 신리 다블뤼주교유적지(신리성지)와 함께 한국의 천주교 순교자들의 넋을 기리는 순교지이지만 이들과는 달리 그리 잘 알려지지 않은 곳이었고 순교자들 또한 대부분 무명에 불명인 인물들이어서 행적 또한 그리 알려지지 않아서 무연고지로 방치되었다가 1984년 천주교측에서 이 곳이 조선 후기 천주교 신부와 신자들의 순교지였다는 고증을 밝히면서 성역화를 추진하였으며 1991년 천주교 수원교구의 공인으로 성모성지로 승격되어 천주교 순례지가 되었고 현재 천주교 수원교구 관할 성지이다.
화성 남양읍 지역은 서해안과 가까운 지역이어서 청나라에서 건너온 서양권 신부들이 조선으로 입국을 하는 거점지 역할을 하였으며 또한 조선왕조의 천주교 탄압이 심해지면서 한양에서 떨어진 화성 남양과 수원 등지에서 은신하면서 천주교 선교활동을 하다가 당시 남양도호부의 체포령에 따라 남양 지역과 수원 지역 등지에서 은신하던 천주교 신부와 선교사, 그리고 조선인 천주교 신자들이 대거 체포되어 참수 및 사형되었다.

## 역사
로마 가톨릭교회가 조선에 들어오게 되었을 때 보수 성향의 유림 및 유교에서 서학에 대한 배척이 심해지면서 조선에 들어왔던 천주교 신부들이 화성 남양이나 당진 등 충청도 지역으로 은신하게 되었으며 화성 남양 지역에도 천주교 신부들이 대거 은신하면서 화성 및 수원 지역에 천주교 선교 활동과 복음 전파를 전하게 되었지만 1866년 천주교 박해인 병인박해가 일어나면서 남양 지역을 관할하는 남양도호부에서 남양 지역의 천주교 신부, 천주교 신자들을 체포하라는 명령에 따라 남양 지역에서 천주교 신부와 조선인 신자들이 대거 체포되어서 참수 및 사형을 당하였으며 대부분이 무명의 신자들이라 한동안 무연고지로 방치되었다가 1984년 천주교측이 이 지역에서 천주교 신부와 신자들이 대거 박해로 순교하였던 곳이었다는 것을 고증으로 들면서 알려지게 되었고 1991년 천주교 성지로 승격되어서 천주교 수원교구의 성지가 되었다. 2021년에는 성지 안에 있는 천주교 성당인 성모마리아 대성당이 세워졌다.

## 성지 현황
- 성모성지 및 순교지
- 성모 마리아 대성당

## 같이 보기
- 로마 가톨릭교회
- 당진 솔뫼마을 김대건신부 유적
- 당진 신리 다블뤼주교유적지
- 남양읍